# Самуель Матете
Самуель Матете (англ. Samuel Matete; нар. 27 липня 1968) — замбійський легкоатлет, який спеціалізувався в бар'єрному бігу.

## Спортивні досягнення
Срібний олімпійський призер з бігу на 400 метрів з бар'єрами (1996). Брав участь у змаганнях з бігу на 400 метрів з бар'єрами на Олімпіадах 1988, 1992 та 2000 років, де зупинявся на попередніх стадіях змагань. Учасник змагань з естафетного бігу 4×400 метрів на Іграх-1988.
Чемпіон світу з бігу на 400 метрів з бар'єрами (1991). Двічі срібний призер чемпіонатів світу з бігу на 400 метрів з бар'єрами (1993, 1995). Фіналіст (5-е місце) змагань з бігу на 400 метрів з бар'єрами на чемпіонаті світу-1997.
Триразовий переможець з бігу на 400 метрів з бар'єрами на Кубках світу (1992, 1994, 1998). Переможець (1992) та срібний призер (1994) змагань з бігу на 400 метрів з бар'єрами на Кубках світу.
Чемпіон Африки з бігу на 400 метрів з бар'єрами (1998).
Чемпіон Ігор Співдружності з бігу на 400 метрів з бар'єрами (1994).
Рекордсмен Африки з бігу на 400 метрів з бар'єрами — 47,10 (1991).